# Kolenspoor
Le Kolenspoor était un chemin de fer touristique belge entre Waterschei (Genk) et Eisden (Maasmechelen), situé sur l'ancienne ligne 21B (As - Eisden Mines) et son prolongement sur un court tronçon de l'ancienne ligne 21A.

## Histoire
En 1981, un collectionneur de matériel ferroviaire créé un train touristique sur le raccordement industriel du Charbonnage de Zolder : le Toeristische Trein Zolder.
Huit ans plus tard, cette mine annonce sa fermeture et le train touristique cherche une alternative. Les communes limbourgeoises soutiennent la création d'une nouvelle association (Limburgse Stoom Vereniging) qui est autorisée à rouler sur le tronçon Waterschei - Eisden qui n'est plus exploité, victime également de la fermeture des mines avoisinantes.
L'association a progressivement manqué des moyens nécessaire pour entretenir son infrastructure de sorte que le tronçon Eisden - As a, en 2013, été abandonnée par les trains et convertie en railbike ou Vélorail. Simultanément, les communes de Maasmechelen et Genk se sont désengagées de la structure.
Depuis 2014, l’association n'a plus pu faire rouler ses trains sur le court tronçon subsistant, l'autorité de contrôle  constatant que la voie ne répondait plus aux normes de sécurité minimales. En 2015, Infrabel met ensuite un terme à la concession. Fait relativement rare en Belgique, en 2018, l'assiette de voie est mise en vente.

## La collection
Les listes qui suivent ne sont pas exhaustives et doivent être complétées ou actualisées au fil du temps (dernière actualisation en juin 2024) :

### Locomotives à vapeur
| Matricule (noms) | Constructeur et date                                  | Origine et informations techniques | État actuel                                       | Photo |
| ---------------- | ----------------------------------------------------- | --- | ------------------------------------------------- | ----- |
| Simone           | La Hestre (Belgique), 1926                            | - Numéro constructeur no 46. - Active initialement chez Tessenderlo Chemie entre 1926 et 1980. - Pendant des années, elle a assuré (avec une autre locomotive) l'intégralité du trafic de l'usine chimique, mais dans les années 1970, elle a été remplacée par des locomotives diesel. - Au milieu de cette décennie, elle a été radiée en 1980 et la machine a été achetée par D. Jans. - Toujours en 1980, elle a été transférée à Kuringen, la décision a été prise de la restaurer afin de développer le chemin de fer touristique. - En 1981 & 82, la locomotive (qui avait beaucoup souffert des mauvaises conditions de travail à Tessenderlo) a été entièrement rénovée et a donc assuré l'ensemble des circulations pendant les deux premières années d'exploitation de la ligne-musée. - Elle est à vendre chez "Amrand-Lowie" (à Maasmechelen). - 00 m, 00 t, vitesse maximum : 00 km/h. - Capacité de la soute à charbon : 0 t. - Capacité de la soute à eau : 0 000 L (0,0 m3). | Hors service (à vendre, épave).                   |       |
| Bebert           | Ateliers de Construction de la Meuse (Belgique), 1926 | - Numéro constructeur no 3223. - En 1926, le "Charbonnage de Wérister" (à Beyne-Heusay près de Liège) achète une locomotive à vapeur à trois essieux (030T) à la SA des Ateliers de Construction de la Meuse et elle subit sa première inspection de chaudière le 22 mai 1926. - À partir du 19 août de cette même année, cette locomotive est employée et pendant toute sa carrière elle a assuré la liaison entre la mine et la gare SNCB de Beyne-Heusay, ainsi que trois autres du même genre. - Même après la fermeture du "Charbonnage de Wérister", cette locomotive est restée en service, une nouvelle activité est née et des briquettes ont été fabriquées dans les mêmes bâtiments. - Ce n'est que vers la fin des années 1970 que deux locomotives diesel ont été achetées, mais la locomotive à vapeur était encore utilisé sporadiquement jusqu'en 1981, elle était donc la dernière locomotive à vapeur en Belgique à encore circulé et à fournir des services efficaces. - En 1981, cette locomotive a été achetée par le CFV3V, mais comme cette ligne-musée disposait déjà d'un vaste parc de locomotives à vapeur, le TTZ l'a racheté en 1983. - Au cours de l'année 1983, cette locomotive à vapeur a été transféré à Zolder et ça restauration a immédiatement commencé. En raison d'un certain nombre de problèmes, cette réparation se poursuivra jusqu'en 1986 et en juillet de cette année-là, cette locomotive fut utilisée pour la première fois sur la ligne musée. - Mentionnons que le nom de la locomotive à savoir "Bebert", vient du dernier conducteur qui l'a conduite. - Cette locomotive a ensuite rejoint le Stoomtrein Maldegem-Eeklo en 2011 et qui en 2014 la remise en état de marche. - 00 m, 32 t, vitesse maximum : 40 km/h. - Capacité de la soute à charbon : 0 t. - Capacité de la soute à eau : 0 000 L (0,0 m3). | Hors service (en cours de restauration complète). |       |

### Locomotive diesel
| Matricule                    | Constructeur et date                    | Origine et informations techniques | État actuel  | Photo |
| ---------------------------- | --------------------------------------- | --- | ------------ | ----- |
| SNCB 8213 Série 82 - 262.013 | Ateliers Belges Réunis (Belgique), 1966 | - Disposition des essieux : deux bogies de 3 essieux moteurs accouplés par bielles. - 10 m, 55 t, vitesse maximum : 60 km/h. - Capacité du réservoir à gazole : 3 000 L (3 m3). - Mise hors service en 2006. - Acquise en 2009. | Hors service |       |

### Voitures à voyageurs
| Matricule                                             | Constructeur et date              | Origine et informations techniques | État actuel                            | Photo |
| ----------------------------------------------------- | --------------------------------- | --- | -------------------------------------- | ----- |
| Type R - B8 no 62.411                                 | Ateliers Central Malines, 1953    | - 00 m, 00 t, vitesse maximum : 000 km/h. - Acquise auprès de la SNCB en 1982. - Numéro UIC : 50 88 27-26 590-3.                          | Hors service (ferraillée).             |       |
| Type R - B8 no 62.412                                 | Ateliers Central Malines, 1953    | - 00 m, 00 t, vitesse maximum : 000 km/h. - Acquise auprès de la SNCB en 1982. - Numéro UIC : 50 88 27-26 591-1.                          | Hors service (ferraillée).             |       |
| Type R - B8 no 62.413                                 | Ateliers Central Malines, 1953    | - 00 m, 00 t, vitesse maximum : 000 km/h. - Acquise auprès de la SNCB. - Numéro UIC : 50 88 27-26 592-9.                                  | Hors service (épave).                  |       |
| Type R - B8 no 62.404                                 | Ateliers Central Malines, 1953    | - 00 m, 00 t, vitesse maximum : 000 km/h. - Acquise auprès de la SNCB. - Numéro UIC : 50 88 27-26 583-8.                                  | Hors service (ferraillée).             |       |
| Voiture L - B6D no 39.015 (2e classe + fourgon)       | Godarville, 1934                  | - 00 m, 00 t, vitesse maximum : 120 km/h. - 60 places assises. - Acquise auprès de la SNCB en 1982. - Numéro UIC : 50 88 82-26 415-5.     | Hors service (ferraillée depuis 2010). |       |
| Voiture K1 - A9 no 21.045 (ex no 21.108) (1re classe) | Baume et Marpent, 1934            | - 23 m, 42 t, vitesse maximum : 140 km/h. - 52 places assises. - Acquise auprès de la SNCB. - Numéro UIC : 50 88 39-66 004-2.             | Hors service (épave).                  |       |
| Voiture K3 - B no 22.403 (2e classe)                  | Atelier Central de Malines, 1956  | - 23 m, 42 t, vitesse maximum : 140 km/h. - 108 places assises. - Acquise auprès de la SNCB. - Numéro UIC : 50 88 21-48 300-7.            | Hors service (épave).                  |       |
| Voiture K3 - B no 22.421 (2e classe)                  | Atelier Central de Malines, 1957  | - 23 m, 42 t, vitesse maximum : 140 km/h. - 108 places assises. - Acquise auprès de la SNCB. - Numéro UIC : 50 88 21-48 320-5.            | Hors service (épave).                  |       |
| Voiture K3 - B no 22.490 (2e classe)                  | Atelier Central de Malines, 1958  | - 23 m, 42 t, vitesse maximum : 140 km/h. - 108 places assises. - Acquise auprès de la SNCB. - Numéro UIC : 50 88 21-48 389-0.            | Hors service (épave).                  |       |
| Voiture K3 - B no 22.495 (2e classe)                  | Atelier Central de Malines, 1958  | - 23 m, 42 t, vitesse maximum : 140 km/h. - 108 places assises. - Acquise auprès de la SNCB. - Numéro UIC : 50 88 21-48 394-0.            | Hors service (épave).                  |       |
| Voiture K4 - numéro inconnu.                          | Constructeur et date inconnue.    | - 25 m, 43 t, vitesse maximum : 140 km/h. - Acquise auprès de la SNCB. - Numéro UIC : Inconnu.                                            | Hors service (épave).                  |       |
| Voiture M3 - ABD no 40.006 (1re/2e classe + fourgon)  | Ateliers Central de Malines, 1961 | - 00 m, 00 t, vitesse maximum : 120 km/h. - 44 places assises + 29 debout. - Acquise auprès de la SNCB. - Numéro UIC : 50 88 81-26 956-9. | Hors service (épave).                  |       |

- 3 voitures de type R (ex SNCB) : Construite par "L'Atelier Central de Malines" en 1955.
  - no 63.961 : Acquise auprès de la SNCB en 1982. Numéro UIC :
  - no 63.962 : Acquise auprès de la SNCB en 1982. Démolie en 2010. Numéro UIC :
  - no 66.004 ou no 63.954 : Acquise auprès de la SNCB. Numéro UIC :